# Исландия на зимних Олимпийских играх 1948
Исландия принимала участие в Зимних Олимпийских играх 1948 года в Санкт-Морице (Швейцария), но не завоевала ни одной медали.
От Исландии выступали 4 спортсмена в 2 видах: в горнолыжном спорте и прыжках с трамплина. Младший из участников в возрасте 21 года, старший — 27 лет.

## Горные лыжи
Мужчины
| Спортсмен             | Вид              | Заезд 1        | Заезд 1 | Заезд 2 | Заезд 2 | Итого  | Итого |
| Спортсмен             | Вид              | Время          | Место   | Время   | Место   | Время  | Место |
| --------------------- | ---------------- | -------------- | ------- | ------- | ------- | ------ | ----- |
| Гудмундур Гудмундссон | Скоростной спуск |                |         |         |         | 4:57,0 | 98    |
| Торир Йонссон         | Скоростной спуск |                |         |         |         | 4:47,0 | 96    |
| Магнус Бриньолфссон   | Скоростной спуск |                |         |         |         | 3:48,2 | 64    |
| Гудмундур Гудмундссон | Слалом           | 2:09,4 (+0:05) | 60      | 1:45,2  | 61      | 3:54,6 | 59    |

Горнолыжная комбинация
| Спортсмен             | Слалом  | Слалом         | Слалом | Всего (скоростной спуск + слалом) | Всего (скоростной спуск + слалом) |
| Спортсмен             | Время 1 | Время 2        | Место  | Очки                              | Место                             |
| --------------------- | ------- | -------------- | ------ | --------------------------------- | --------------------------------- |
| Гудмундур Гудмундссон | 2:15,8  | 1:24,8         | 64     | 105,11                            | 67                                |
| Торир Йонссон         | 1:57,0  | 1:20,5         | 58     | 89,40                             | 65                                |
| Магнус Бриньолфссон   | 1:39,0  | 1:28,7 (+0:05) | 49     | 52,76                             | 48                                |

## Прыжки с трамплина
| Спортсмен                  | Вид                 | Дистанция 1 | Дистанция 2 | Всего | Место |
| -------------------------- | ------------------- | ----------- | ----------- | ----- | ----- |
| Йонас Тораринн Аусгейрссон | Нормальный трамплин | 57,0        | 59,5        | 179,8 | 37    |